# Palacio Sarmiento
El Palacio Sarmiento es un Monumento Histórico Nacional de la Argentina, sede de la Secretaría de Educación y de la Biblioteca Nacional de Maestros.
Se lo conoce popularmente como Palacio Pizzurno por el nombre de la calle sobre la cual está ubicado. Está localizado en Buenos Aires.

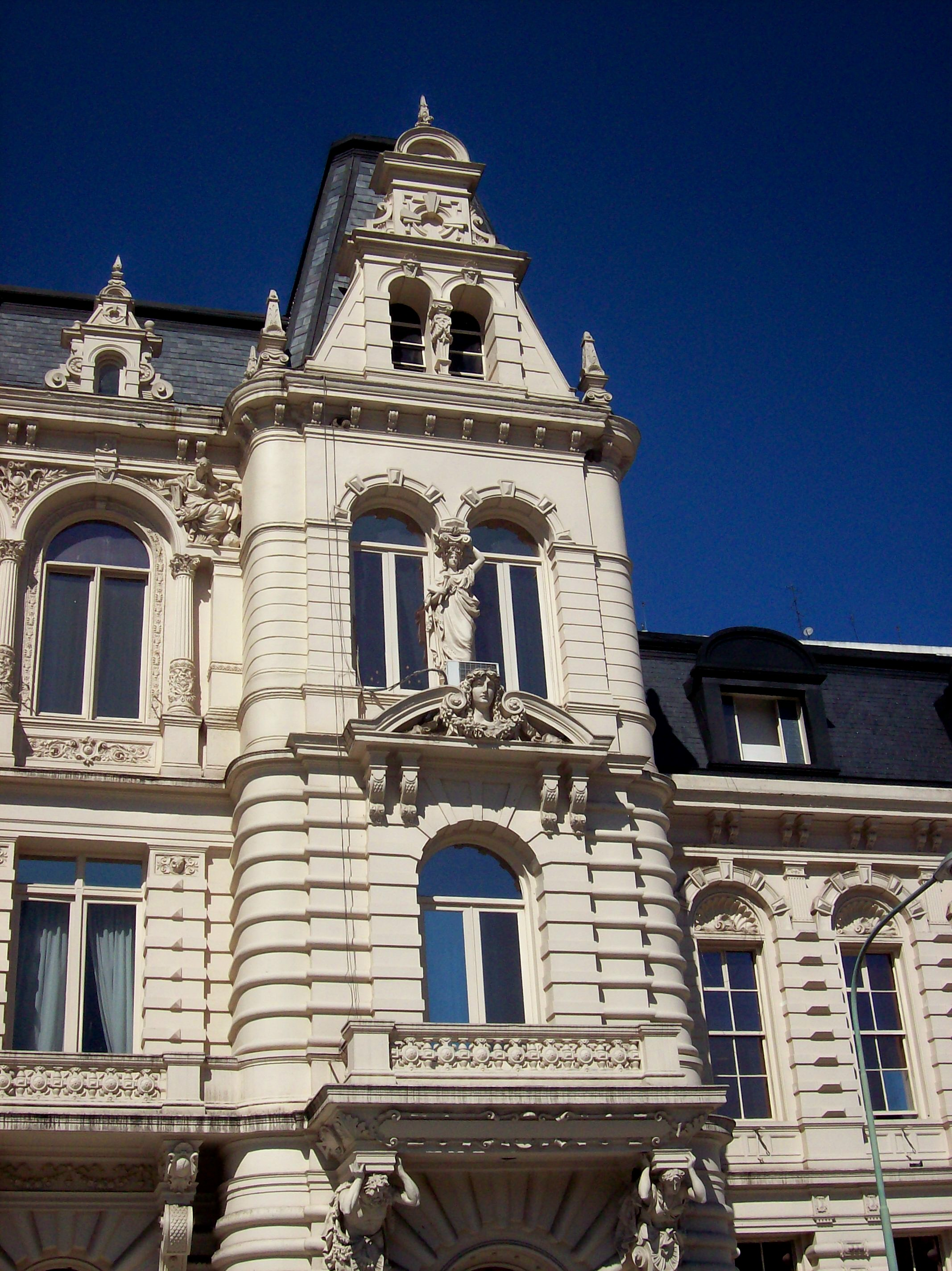
Torre del Palacio Sarmiento.

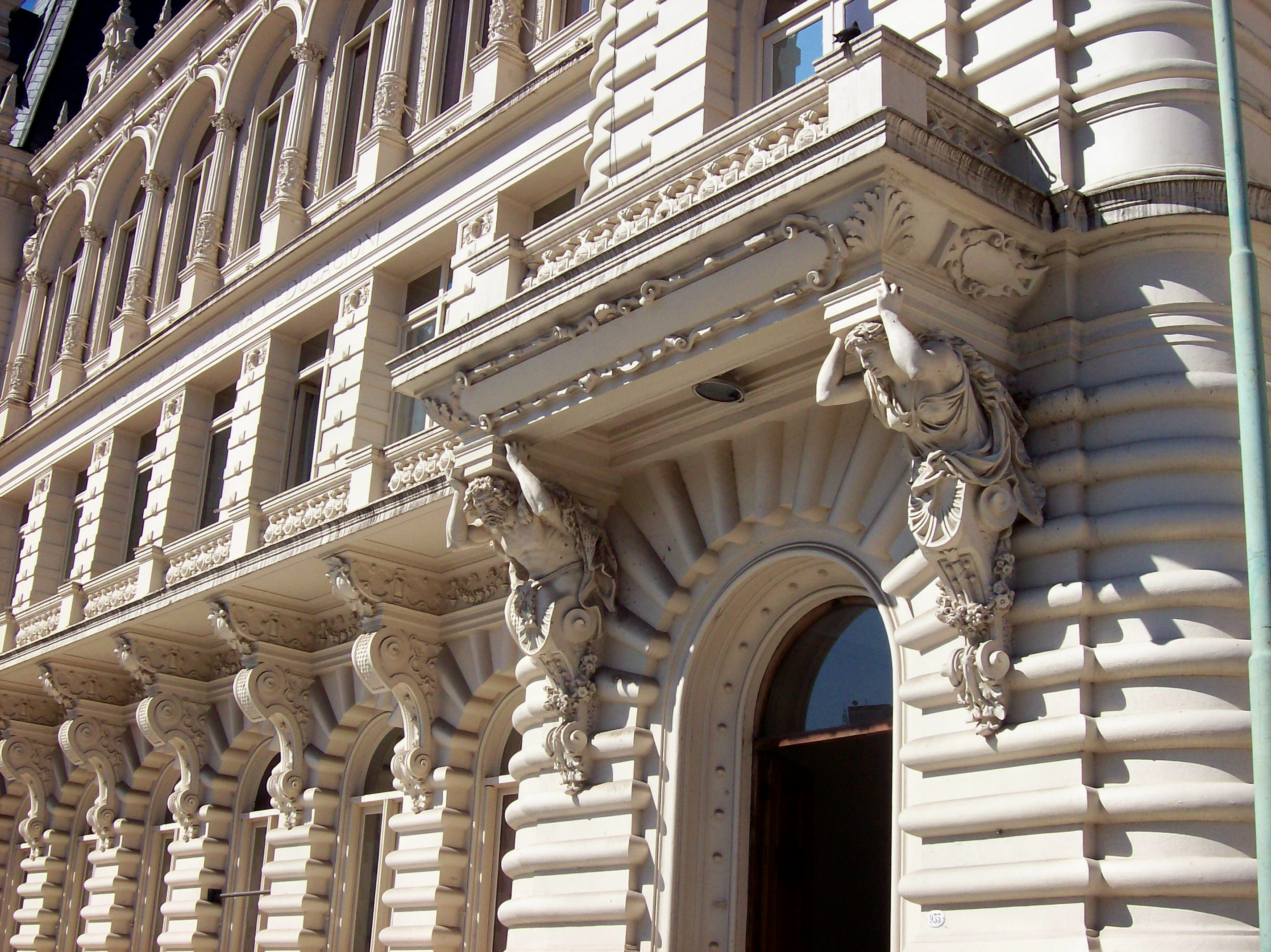
Detalle.

## Construcción
La construcción del Palacio Sarmiento se llevó a cabo entre 1886 y 1888 según un proyecto del arquitecto argentino Carlos Altgelt, quien contó con la colaboración de su primo Hans Altgelt.
Ubicada en la calle Pizzurno, entre Paraguay y Marcelo T. de Alvear, la sede del Ministerio de Educación muestra una combinación ecléctica de estilo francés con reminiscencias versallescas —tal como lo evidencian las destacadas mansardas de pizarra negra que caracterizan a este edificio y los almohadillados de sus fachadas— con varios toques germánicos, pese al predominio del gusto por la arquitectura monumental francesa que estaba en boga a fines del siglo XIX e inicios del siglo XX en la Argentina. La influencia germana en las líneas es producto de la educación del arquitecto en el país de sus ancestros. En tanto, sus fachadas fueron revestidas en símil piedra París (actualmente oculto bajo capas de pintura). Aún hoy se pueden apreciar en las ventanas del entrepiso las figuras que representan las Ciencias y las Artes y la Fuerza de la Paz. En los balcones del piso superior, se pueden apreciar sendas alegorías del Río de la Plata y de la Cordillera de los Andes.
De acuerdo a la disposición original del edificio, los tres pisos del cuerpo central del mismo estaban ocupados por el museo y la biblioteca escolar, mientras que el ala izquierda estaba dedicada a la escuela. 
Sus alrededores, que también son lugares históricos, incluyen la plaza Jardín de los Maestros (que se encuentra situada frente al ministerio) y la plazoleta Petronila Rodríguez, ubicada en las cercanías. Todos estos terrenos, junto con la parcela sobre la cual se edificó la construcción principal, eran propiedad del comerciante español Juan Antonio Rodríguez. Frente al Palacio, por su fachada principal se ubica la Plaza Rodríguez Peña.

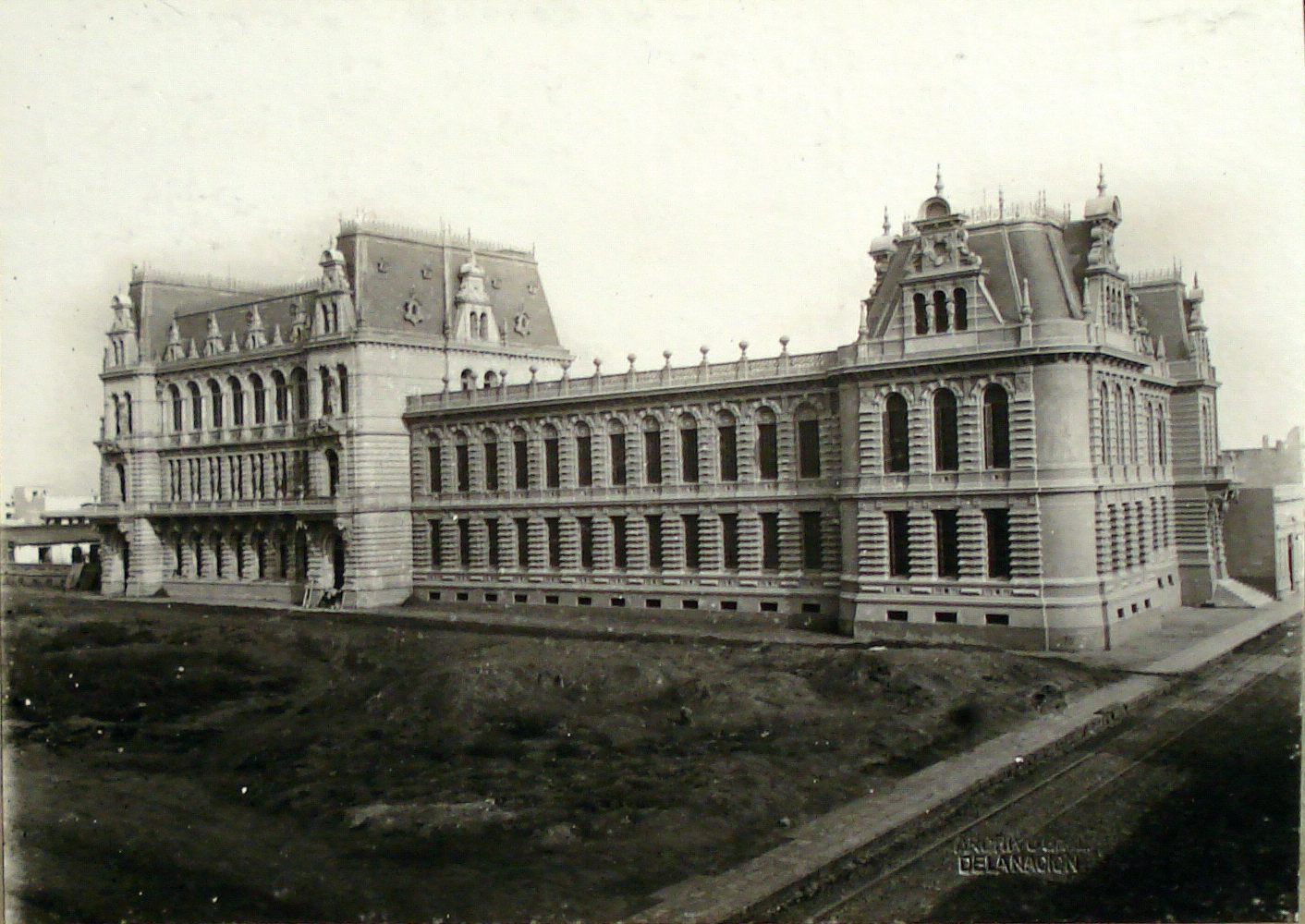
El edificio en construcción, ca. 1890

## Historia
Doña Petronila Rodríguez de Rojas heredó de su padre el predio delimitado por las calles Córdoba, Callao, Montevideo y Marcelo T. de Alvear. Tras su muerte en 1882, se dio a conocer su testamento en el cual manifestaba su intención de donar dicho terreno a la ciudad, con la condición de que se construyera allí un templo, un asilo, y una escuela para setecientas niñas. Asimismo, puntualizaba que dicha escuela debería funcionar en un edificio de tres pisos, y estaría equipada con un museo, una biblioteca y varias aulas de clase. Por último, solicitaba que se impusiera su nombre a dicha escuela.
El edificio fue inaugurado en 1893 e inicialmente albergó los tribunales de Buenos Aires, hasta la finalización de la construcción del Palacio de Justicia frente a la Plaza Lavalle.
Mientras tanto, la escuela pedida por doña Petronila en su testamento fue localizada en una casona que se encontraba en lo que hoy es la intersección de las calles Capdevilla y Paraguay. Tiempo después se mudó a un predio en Junín y Paraguay, e incluso ocupó por un breve período su lugar original, antes de desaparecer definitivamente en 1903. En 1934, se impuso a una escuela del barrio de Parque Chas el nombre de Petronila Rodríguez.
Entre 1903 y 1978, el Palacio Sarmiento fue sede del Consejo Nacional de Educación. Tras la disolución de este ente con el traspaso de las escuelas nacionales a las provincias, se lo dedicó a su uso actual por parte del Ministerio de Educación, reagrupando al mismo tiempo a varias dependencias del Ministerio que hasta entonces habían ocupado edificios públicos cercanos. En 1961, durante los festejos por el 150 Aniversario del nacimiento del presidente Domingo Faustino Sarmiento, se le impuso al edificio su nombre.
En 1980, el palacio Sarmiento fue Consejo Nacional de Educación siguiendo una Resolución Ministerial del año anterior, la cual afectó no solamente al edificio principal sino también el subsuelo de la calle Pizzurno y la Plaza "Jardín de los Maestros". Las obras estuvieron a cargo del arquitecto Félix Ruiz Martínez, y entre sus principales objetivos estaban la reorganización del sistema de estacionamiento y el reacondicionamiento y modernización del interior del edificio. 
Las reformas se hicieron teniendo en cuenta el nuevo uso de la edificación como sede del Ministerio de Educación, dotándolo entonces de salas de reuniones, talleres y salones de actos.
El 13 de enero de 2006, y mediante el decreto 35/06 de la Presidencia de la Nación, el edificio y sus alrededores fueron declarados Monumento Histórico Nacional.